# Райнхард фон Геминген (1591 – 1638)
Райнхард фон Геминген (на немски: Reinhard von Gemmingen; * 1591; † 1638) е благородник от род Геминген, господар на Бонфелд (част от Бад Рапенау) и Ешенау (част от Оберзулм) в Баден-Вюртемберг.
Той е най-малкият син на Плайкард фон Геминген (1536 – 1594), господар на Фюрфелд, Бонфелд и Ешенау, и втората му съпруга Анна Фелицитас Ландшад фон Щайнах, дъщеря на Фридрих Ландшад фон Щайнах († 1583) и Маргарета фон Ментцинген († сл. 1594). По-малък полубрат е на Волф Филип (1564 – 1597) и Ханс Дитер (* 1566) и брат на Фридрих фон Геминген (1587 – 1634).
След ранната смърт на баща им Райнхард и брат му Фридрих (1587 – 1634) са под опекунството на Волф Конрад Грек фон Кохендорф. Двамата следват през 1607 г. в Орлеан. Братята се женят по-късно за дъщерите на техния опекун.
Наследството на Райнхард отива на племенниците му Волф Фридрих (1612 – 1666) и Вайрих фон Геминген (1622 – 1678), синовете на брат му Фридрих (1587 – 1634) и Анна Сибила Грек фон Кохендорф († 1671). За наследството на сестрите Грек се преговаря дълго. Собствеността в Леренщайнсфелд е продадена през 1649 г. на фелдмаршал Лудвиг фон Шмидберг (1594 – 1657).

## Фамилия
Райнхард фон Геминген се жени за Анна Агнес Грек фон Кохендорф († 1635), дъщеря на Конрад Грек фон Кохендорф (1561 – 1614) и Бенедикта фон Геминген (1572 – 1628), внучка на Вайрих фон Геминген (1493 – 1548), дъщеря на Леонхард фон Геминген (1536 – 1583) и Естер фон Бьодигхайм (1536 – 1598). Бракът е бездетен. Съпругата му е сестра на Анна Сибила Грек фон Кохендорф (1594 – 1671), която на 6 юни 1610 г. в Кохендорф, Пфалц се омъжва за брат му Фридрих фон Геминген.